# Bernd Brillat
Bernd Brillat (* 16. März 1951) ist ein ehemaliger deutscher Fußballspieler. In der höchsten Spielklasse des DDR-Fußballs, der Oberliga, spielte der Nachwuchsnationalspieler für den BFC Dynamo.

## Sportliche Laufbahn

### Gemeinschafts-, Club- und Vereinsstationen
Brillat, der bei der SG Berolina Stralau mit dem Fußball begonnen hatte, wechselte 1967 in die Nachwuchsabteilung des ein Jahr zuvor gegründeten BFC Dynamo, dem in Ost-Berlin angesiedelten Fußballclub der Sportvereinigung Dynamo. Im Sommer 1967 wurde er mit dem BFC nach einem Sieg im Wiederholungsspiel des Finales gegen die SG Dynamo Eisleben DDR-Jugendmeister.
Nach dem Übergang zum Männerfußball wurde er in 80 Spielen der BFC-Reserve in der zweitklassigen Liga eingesetzt. Mit dieser Elf holte er 1971/72 den Sieg in einer der fünf Staffeln, die damals die zweithöchsten Spielklasse des DDR-Fußballs konstituierten.
Im ostdeutschen Oberhaus stand er bei den Weinroten in 13 aufeinanderfolgenden Spielzeiten von 1969/70 bis 1981/82 mindestens einmal auf dem Platz. Zweimal, 1972/73 und 1977/78, wurde er in 19 von 26 Begegnungen aufgeboten – sein Bestwerte für eine Saison. Insgesamt absolvierte Brillat zwischen dem 2. Mai 1970 und dem 22. Mai 1982 132 Begegnungen in der höchsten Spielklasse, in denen er neun Treffer erzielte. Vor der Saison 1982/83 erschien der Facharbeiter für Qualitätskontrolle, der für das Nachwuchsoberligaaufgebot gemeldet wurde, noch einmal auf dem Teamfoto der 1. Mannschaft. Er wurde in dieser Elf aber nicht mehr eingesetzt und seine Spur im höherklassigen Fußball der DDR verliert sich in beziehungsweise nach dieser Spielzeit.
Der 1,82 Meter große Defensivspieler war an den ersten vier DDR-Meistertiteln des späteren Rekordtitelträgers beteiligt. Im Europapokal gelangen ihm in 17 Partien für den BFC zwei Treffer.
Nach der Wiedervereinigung soll er noch im Berliner Amateurfußball aktiv gewesen sein. Unter anderem findet sich in Quellen die Zugehörigkeit zum CSV Olympia 97 und zum VfB/Einheit zu Pankow.

### Auswahleinsätze
In der Nachwuchsauswahl des DFV wurde der BFC-Akteur siebenmal eingesetzt. Beim Debüt in der U-21 am 1. Mai 1972 gegen Ungarns Nachwuchs gelang dem Libero der DDR-Auswahl beim 4:1 in Thale ein Treffer.